# Obersee (Jezioro Bodeńskie)
Obersee – jezioro na pograniczu Austrii, Niemiec i Szwajcarii, część Jeziora Bodeńskiego. Powierzchnia jeziora wynosi 473 km².
Jezioro rozciąga się na długości 63 km od Bregencji do Bodman-Ludwigshafen. Szerokość jeziora wynosi maksymalnie 14 km. W okresie rzymskim jezioro bywało nazywane Lacus Venetus, Lacus Brigantinus i Lacus Constantinus. W średniowieczu dominującą nazwą stała Lacus Bodamicus (niem. Bodensee). Z czasem nazwa zaczęła obejmować także jezioro Untersee, więc wprowadzono nazwę Ober dla większego z akwenów. Odnogą jeziora jest jezioro Überlingen.
Z jeziora wypływa Ren, który łączy jezioro z jeziorem Untersee.